# Valstagna
Valstagna (im zimbrischen Dialekt: Wallsteine) ist eine Fraktion der nordostitalienische Gemeinde (comune) Valbrenta in der Provinz Vicenza in Venetien.

## Geographie
Der Ort liegt etwa 35,5 Kilometer nordnordöstlich von Vicenza am Fluss Brenta an der orographisch rechten Talseite im Brentakanal, wie die südliche Fortsetzung der Valsugana genannt wird. Von Valstagna führt die Calà del Sasso, eine der größten Freitreppen Europas, auf die Hochebene von Asiago oder der Sieben Gemeinden.

## Geschichte
Valstagna war bis 30. Januar 2019 eine eigenständige Gemeinde und bildet seitdem mit den ebenfalls aufgelösten Gemeinden Campolongo sul Brenta, Cismon del Grappa und San Nazario die neue Gemeinde Valbrenta.

## Verkehr
Östlich des Ortes auf der anderen Uferseite des Flusses Brenta führt die Strada Statale 47 della Valsugana von Padua nach Trient. Der Bahnhof Carpanè-Valstagna (im Ort Carpanè bei San Nazario gelegen) liegt an der Bahnstrecke Trient–Venedig.

## Sport
Auf der Brenta befindet sich hier eine Kanu- bzw. Kajak-Strecke.

## Persönlichkeiten
- Vigilio Federico Dalla Zuanna (1880–1956), 63. Generalminister des Ordens der Minderbrüder Kapuziner und Bischof von Carpi